# Belitung
Belitung (o en anglès, Billiton) és una illa d'Indonèsia situada a la costa oriental de Sumatra, en la Mar de Java. Aquesta illa és coneguda pel seu pebre negre i per les seves mines d'estany. Va ser una possessió britànica fins a l'any 1812 quan els britànics la van cedir als neerlandesos pel Tractat anglo-neerlandès de 1824. La seva ciutat principal és Tanjung Pandan.

## Demografia
Els habitants se centren en diverses petites poblacions, amb un total d'uns 262,000 habitants. La més grans són Tanjung Pandan a l'oest i Manggar a l'est, les quals són les capitals de les dues regències en què està dividida administrativament l'illa. Ètnicament dominen els malais però a Belitung hi ha grans poblacions de les ètnies Bugis, Sundanesos i xinesos. També hi ha poblacions de balinesos i de maduresos portats durant les transmigracions de l'època de Suharto.

## Geografia

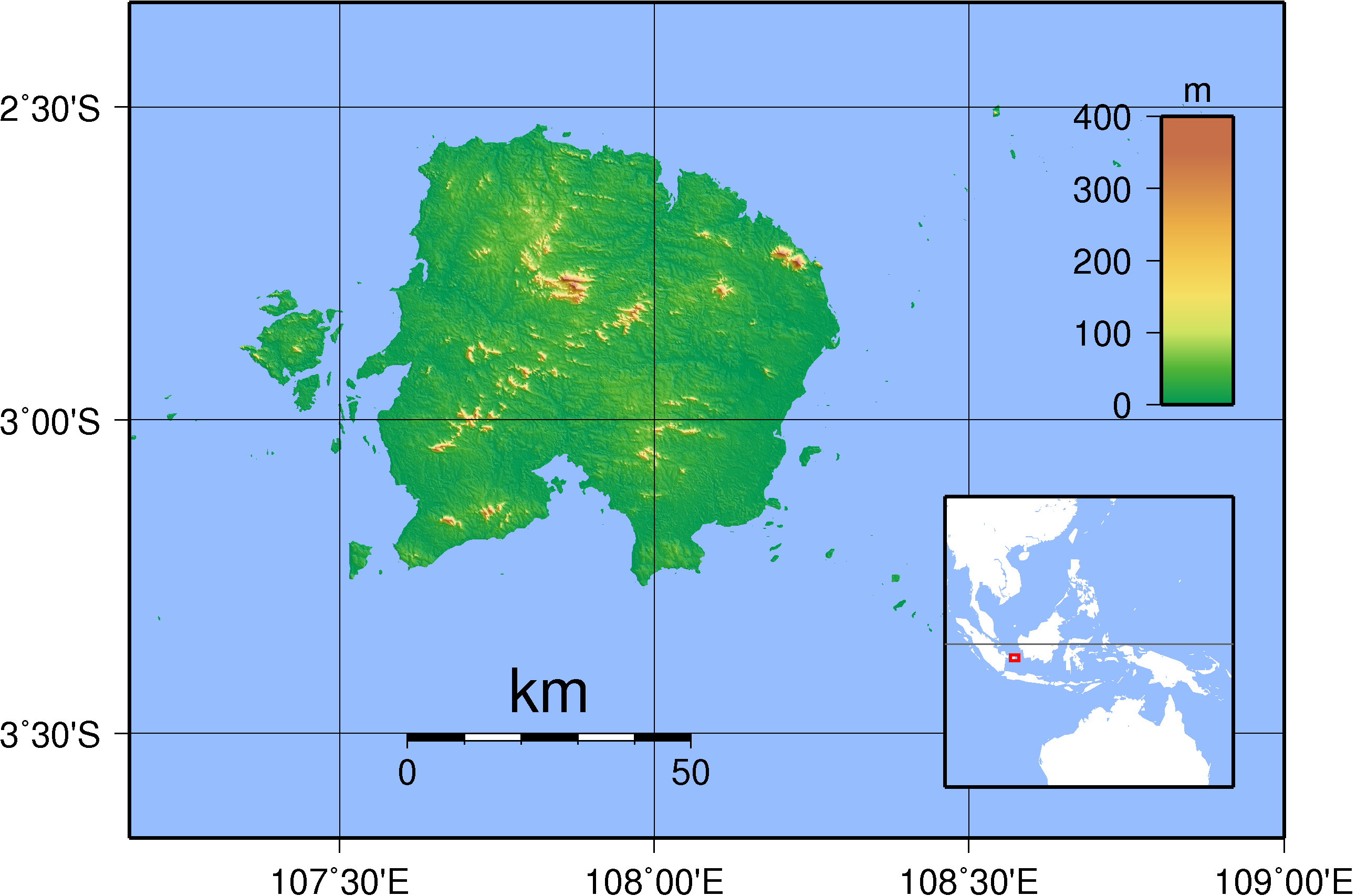
Topografia de Belitung

L'illa fa 4.800 km² de superfície. El terreny és moderadament costerut amb diversos turons. El més alt dels quals és el Mont Tajam amb només 500 m d'altitud. Belitung limita amb l'Estret Gaspar, el mar de la Xina Meridional i el Mar de Java. El seu mar és de color blau turquesa, moderadament calmat, adequat per a esports de vela, les immersions i la natació. Té blocs de granit i platges de sorra blanca i brillant a Tanjung Tinggi, Tanjung Kelayang, Tanjung Binga i l'illa Lengkuas.

## Economia

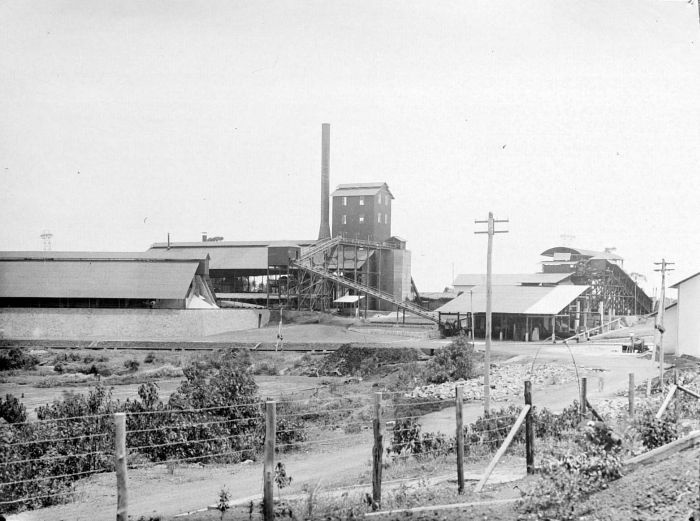
Planta de NV Billiton Maatschappij el 1939

Belitung proporciona estany, argila, ferro i silici (de la sorra). La companyia minera neerlandesa NV Billiton Maatschappij deriva el seu nom del de l'illa. Billiton es va fusionar amb BHP el 2001 per a formar, BHP Billiton.
També hi ha pesca, pebre, cocoters i oli de palma. Des de Jakarta s'hi accedeix en vols d'avió que duren uns 50 minuts.
El Turisme és part important de la seva economia.